# Auguste Chauchard
Pour les articles homonymes, voir Chauchard.
Auguste Adolphe Napoléon Chauchard est un général français, né à Belfort le 21 avril 1801 et décédé à Paris, le 16 octobre 1880. Célibataire, il n'a pas eu de descendance. Il est le fils de Joseph Chauchard, payeur aux armées et d'Adélaïde Delaporte, fille de François Xavier Delaporte, commissaire des guerres. Son frère Gustave, né en 1802 à Belfort, a reçu lui aussi la légion d'honneur.

## Famille
Son père est apparenté à Joseph Louvot, maire de Besançon et sa mère à Joseph de La Porte, religieux et critique littéraire et à François Sébastien Christophe Laporte, révolutionnaire. Son oncle Jean Pierre Michel (1771-1828) est colonel du Génie, Directeur des fortifications d'Embrun.

## Carrière militaire
Entré à Polytechnique en 1819, il passe ensuite par l'École d'application de l'artillerie et du génie à Metz et effectue toute sa carrière dans cette arme. Il participe à l'expédition d'Espagne. En 1828, il est détaché auprès du Directeur des fortifications de Grenoble. En 1831, il est nommé aide de camp du général Haxo et participe à la guerre d'indépendance belge, lors du Siège de la citadelle d'Anvers (1832) sous les ordres du général Haxo. En 1838, il fait partie du corps expéditionnaire français au Mexique sous les ordres de Charles Baudin et participe à la Bataille de San Juan de Ulúa. Il effectue en 1841, une étude de fortification à Vouziers puis est nommé à Langres, où il réalise en six ans un important programme d'extension des fortifications. En 1844, il participe à la première expédition au Maroc sous le commandement du duc de Joinville. Il est nommé directeur des fortifications à Lyon en 1850.
Il prend part à la campagne d'Italie où il commande le génie de la 3e armée et se distingue lors de la Bataille de Solférino, la Bataille de Magenta et la Bataille de Palestro. La guerre terminée, il est désigné pour faire partie de la commission de délimitation de la nouvelle frontière austro-italienne. Inspecteur général du génie (1855-1860), il est placé dans le cadre de réserve en 1866 et attaché en tant que chevalier d'honneur à la princesse Mathilde.

### Etats de service
- Lieutenant du Génie en 1825
- Capitaine en 1829

- Lieutenant-colonel en 1843
- Colonel en 1847
- Général de brigade en 1854
- Général de division (1860)

## Distinctions
Empire français
- Grand officier de la Légion d'honneur
  - Chevalier 14 janvier 1833
  - Officier 16 février 1841
  - Commandeur 7 janvier 1852
  - Grand Officier 14 mars 1865

Décorations étrangères :
- Chevalier de l'Ordre de Charles III d'Espagne, le 18 mars 1828
- Commandeur de l'Ordre des Saints Maurice et Lazare, le 02 août 1860
- Commandeur de l'Ordre Militaire de Savoie, le 02 août 1860
- Grand'Croix de l'Ordre de Saint Benoît d'Aviz du Portugal, le 31 mai 1868

## Sources
- Le général Chauchard Auguste Napoléon, Société belfortaine d'émulation, 1913. En ligne sur Mémoirevive Patrimoine numérisé de Besançon
- Général Jean Prautois, aux origines de la citadelle de Langres : Auguste Adolphe Napoléon Chauchard in Bulletin de la société historique et archéologique de Langres no 294 - 1989.
- Dictionnaire biographique du territoire de Belfort, Société belfortaine d'émulation, 2001.
- Exposition Un territoire de défense, Archives départementales du Territoire de Belfort, 2010.